# 오금중학교
오금중학교(梧琴中學校)는 대한민국 서울특별시 송파구 오금동에 있는 공립 중학교이다.

## 학교 연혁
- 1987년 3월 3일 : 초대 복중채 교장 취임
- 1987년 3월 3일 : 제1회 입학식(12학급)
- 2017년 10월 18일 : 오금마루 개관
- 2023년 2월 3일 : 제34회 졸업식(6학급) 150명(졸업생 총 14,793명)
- 2023년 3월 1일 : 제13대 이현준 교장 취임
- 2023년 3월 2일 : 제37회 입학식(5학급 114명)

## 참고 자료
- 오금중학교 - 한국교육학술정보원 학교알리미